# Piotr Żuk
Piotr Żuk (ur. 14 marca 1972 we Wrocławiu) – polski socjolog, specjalizujący się w socjologii polityki oraz ruchów społecznych, były polityk i samorządowiec, radny miejski (2002–2006) i wojewódzki (2010–2014).

## Życiorys
Po ukończeniu nauki w Liceum Ogólnokształcącym nr III im. Adama Mickiewicza we Wrocławiu rozpoczął studia w Wydziale Nauk Społecznych Uniwersytetu Wrocławskiego. Dyplom magistra socjologii uzyskał w 1996. W 2000 w macierzystej uczelni uzyskał z wyróżnieniem stopień doktora nauk humanistycznych w zakresie socjologii na podstawie rozprawy pt. Ekolodzy, feministki, skłotersi. Socjologiczna analiza nowych ruchów społecznych w Polsce, której promotorem był prof. Wojciech Sitek. W 2009 w Wydziale Nauk Społecznych Uniwersytetu im. Adama Mickiewicza w Poznaniu uzyskał stopień doktora habilitowanego nauk humanistycznych zakresie socjologii na podstawie pracy pt. Struktura a kultura. O uwarunkowaniach orientacji emancypacyjnych w społeczeństwie polskim. Niedługo potem otrzymał stanowisko profesora nadzwyczajnego i kierownika Zakładu Socjologii Sfery Publicznej w Instytucie Socjologii Uniwersytetu Wrocławskiego. Na Uniwersytecie Wrocławskim pracował do 2020 roku.
Zaangażowany w działalność społeczną. W okresie nauki w liceum założył Grupę Anarchistyczną im. Kropotkina. Był w tym czasie również aktywnym współpracownikiem prasy alternatywnej i anarchistycznej w Polsce. W późniejszym okresie angażował się w działalność o charakterze antyfaszystowskim, antyklerykalnym i ekologicznym. Działalność kontynuował w czasie studiów i podczas pisania rozprawy doktorskiej. W latach 2002–2006 był radnym Rady Miejskiej we Wrocławiu. Pracował tam w Komisji Kultury i Nauki oraz był wiceprzewodniczącym Komisji Współpracy z Zagranicą. Z kolei w latach 2010–2014 zasiadał w Sejmiku Województwa Dolnośląskiego z ramienia Sojuszu Lewicy Demokratycznej. Był w nim członkiem Komisji Kultury, Nauki i Edukacji, a także wiceprzewodniczącym Komisji Współpracy Zagranicznej. W latach 2008–2016 felietonista tygodnika „Przegląd”.

## Dorobek naukowy
Zainteresowania naukowe Piotra Żuka koncentrują się wokół zagadnień związanych z socjologią polityki oraz socjologią ruchów społecznych. Publikował w wielu międzynarodowych pismach naukowych takich jak Economic and Labour Relation Review, Social Movement Studies, Critical Social Policy, Race and Class, Capital and Class, Society and Natural Resources. Członek redakcji Economic Labour Relation Review, pisma akademickiego poświęconego prawom pracowniczym i analizom społeczno-ekonomicznym wydawanego przez Sage Publications we współpracy z Australian School of Business.
Do jego najważniejszych prac należą:
- Społeczeństwo w działaniu, Warszawa 2001[12].
- W poszukiwaniu innych światów. Europa, lewica, socjaldemokracja wobec zmian globalnych, Warszawa 2003[13].
- Demokracja spektaklu? Kondycja polskiego życia publicznego 15 lat po zmianie systemowej, Warszawa 2004[14].
- Dogmatyzm, rozum, emancypacja. Tradycje Oświecenia we współczesnym społeczeństwie polskim, Warszawa 2005[15].
- My wrocławianie. Społeczna przestrzeń miasta, Wrocław 2006[16].
- Media i władza. Demokracja, wolność przekazu i publiczna debata w warunkach globalizacji mediów, Warszawa 2006[17].
- Europa w działaniu, Warszawa 2007[18].
- Struktura a kultura. O uwarunkowaniach orientacji emancypacyjnych w społeczeństwie polskim, Warszawa 2007[19].
- Spotkania z utopią w XXI wieku, Warszawa 2008[20].
- Podziały klasowe i nierówności społeczne. Refleksje socjologiczne po dwóch dekadach realnego kapitalizmu w Polsce, Warszawa 2010[21].
- O wspólnocie obywatelskiej w cieniu kapitalizmu, Warszawa 2011[22].
- Kulturowo-polityczny avatar. Kultura popularna jako obszar konfliktów i wzorów społecznych, Warszawa 2013[23].
- Kulturowo-społeczne uwarunkowania autorytaryzmu, Warszawa 2013[24].
- Integracja europejska a zmiany kulturowe i społeczno-polityczne w Polsce, Warszawa 2015[25].
- O kulturze protestu jako rdzeniu tradycji europejskiej, Warszawa 2015[26].
- O kulturze strachu i przemyśle bezpieczeństwa, Warszawa 2015[27].

Artykuł Piotr Żuk (2018): “Nation, National Remembrance, and Education – Polish Schools as Factories of Nationalism and Prejudice,” Nationalities Papers, DOI: 10.1080/00905992.2017.1381079 został skrytykowany przez Jaskułowskiego i Majewskiego Comments on the article by Piotr Żuk (2018): “Nation, National Remembrance, and Education – Polish Schools as Factories of Nationalism and Prejudice,” Nationalities Papers, DOI: 10.1080/00905992.2017.1381079.